# Aartsbisdom Bahía Blanca

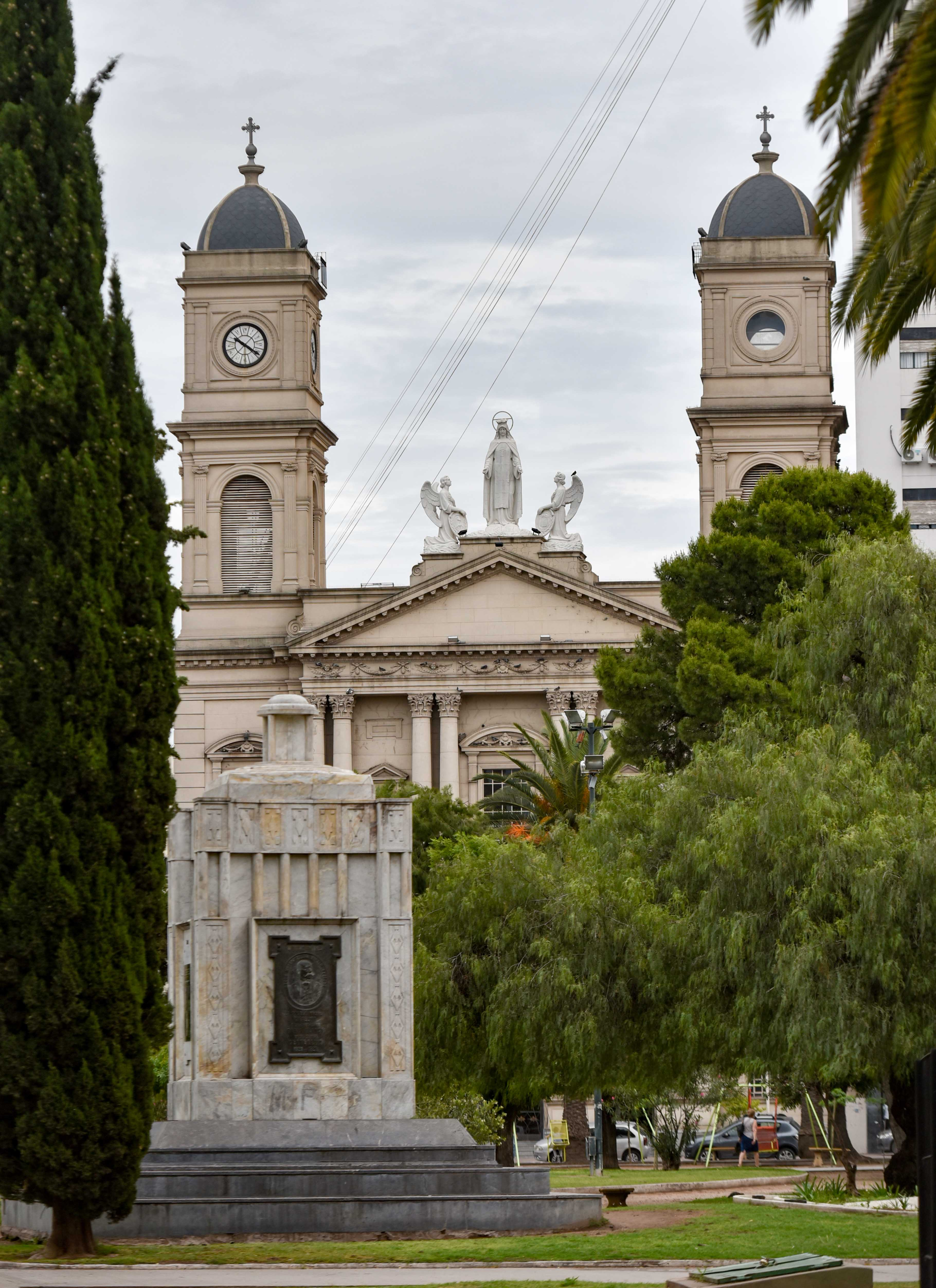
De kathedraal van Bahía Blanca

Het aartsbisdom (rood) binnen de kerkprovincie Bahía Blanca (roze)

Het aartsbisdom Bahía Blanca (Latijn: Archidioecesis Sinus Albi) is een rooms-katholiek aartsbisdom met als zetel Bahía Blanca in Argentinië.  
Het bisdom Bahía Blanca werd opgericht in 1934. In 1957 werd het verheven tot aartsbisdom.
De kerkprovincie Bahía Blanca is naar oppervlakte de grootste van het land en beslaat Patagonië en Vuurland. Ze bestaat verder uit zes suffragane bisdommen en een territoriale prelatuur:
- Bisdom Alto Valle del Río Negro
- Bisdom Comodoro Rivadavia
- Bisdom Río Gallegos
- Bisdom San Carlos de Bariloche
- Bisdom Santa Rosa
- Bisdom Viedma
- Territoriale prelatuur Esquel

In 2020 telde het aartsbisdom 55 parochies. Het aartsbisdom heeft een oppervlakte van 82.625 km² en telde in 2020 791.000 inwoners waarvan 86,9% rooms-katholiek was. 

## Aartsbisschoppen
- Germiniano Esorto (1957-1972)
- Jorge Mayer (1972-1991)
- Rómulo García (1991-2002)
- Guillermo José Garlatti (2003-2017)
- Carlos Alfonso Azpiroz Costa, O.P. (2017-)

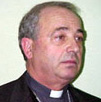
Guillermo José Garlatti
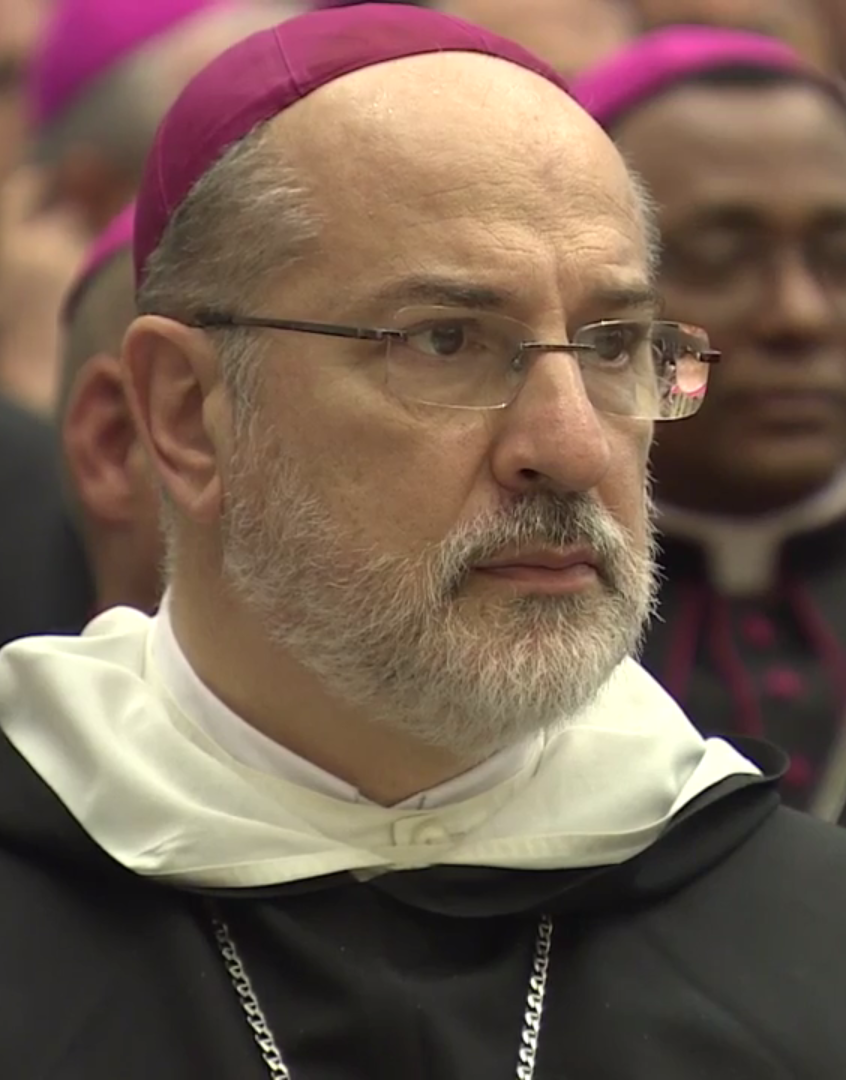
Carlos Alfonso Azpiroz Costa

Bahía Blanca (aartsbisdom) · Alto Valle del Río Negro · Comodoro Rivadavia · Esquel (territoriale prelatuur) · Río Gallegos · San Carlos de Bariloche · Santa Rosa · Viedma